# Polimerização catiônica
A química de polímeros é uma área da Química Orgânica que estuda materiais poliméricos como plásticos, borrachas e fibras, abordando suas características químicas, físicas, mecânicas, estruturas orgânicas, reatividade e as reações de polimerização dos diferentes materiais existentes no mercado. 
O processo de polimerização é um conjunto de reações em que moléculas simples (monômeros) reagem covalentemente entre si formando uma macromolécula de elevada massa molecular (polímero), que é obtida por diferentes tipos de reações de polimerização. Entre elas, tem-se a “polimerização iônica” que se subdivide em: polimerização catiônica, quando o carbono do centro ativo possui excesso de elétrons formando uma carga positiva (carbocátion) ou polimerização aniônica, quando o carbono do centro ativo possui ausência de elétrons formando uma carga negativa (carbânion). 
De modo geral, reações de polimerização iônicas, possuem características como: 
- velocidade de reação superior em relação a da polimerização radicalar;
- necessidade de solvente;
- necessidade de baixas ou moderadas temperaturas para manter estabilidade;
- formação de polímeros com menor distribuição de massa molar, pois não possui tantas reações paralelas.

Neste tipo de polimerização, a reação de crescimento em cadeia ocorre na presença de um carbocátion, necessitando de um catalisador com características do tipo ácido de Lewis, ou seja, receptores de elétrons que junto ao cocatalisador formarão um complexo de iniciação à polimerização. 
Características da reação:
- Presença de um carbocátion;

Exemplo de Iniciação de um alceno genérico com substituinte doador de elétrons, formando o sítio ativo catiônico.

- Necessidade de um catalisador do tipo ácido de Lewis e cocatalisador doador de prótons, como água e haletos de hidrogênio;
- Iniciação por ácidos de Lewis forma polímeros com elevada massa molar e alto rendimento, visto que o ânion do ácido de Lewis é menos nucleofílico que os ácidos protônicos, prolongando assim a vida do carbocátion;
- O uso de solventes polares tendem a aumentar a massa molar, visto que propiciam a presença de espécies ativas mais dissociadas favorecendo consequentemente a reação de propagação;
- Necessidade de baixas ou moderadas temperaturas, criando um meio com maior controle evitando a destruição prematura do centro propagante por reações de terminação ou de transferência de cadeia;
- Polimerizações catiônicas vivas caracterizam-se pela iniciação rápida e quantitativa, e pela extinção das reações de terminação e de transferência de cadeia.

### Natureza dos monômeros
Os monômeros passíveis de polimerização catiônica são aqueles que possuem substituintes em sua estrutura capazes de estabilizar o carbocátion formado (carga positiva), ou seja, substituintes de caráter doadores de elétrons e capacidade de estabilizar seja por meio do efeito indutivo ou de ressonância.  Exemplos de monômeros com essas características são: isobutileno, estireno, ésteres alquílicos vinílicos.

Funcionamento do deslocamento da carga.

### Natureza dos Iniciadores
Os centros ativos não são gerados sozinhos espontaneamente em reações de polimerização catiônica, pequenas proporções massa/massa de iniciador são adicionadas as reações com o intuito de gerar a ausência de elétrons do centro ativo do monômero. O desequilíbrio do sistema reacional também pode levar a formação de centros ativos.

Ativação do monômero

Ácidos de Brønsted, ácidos de Lewis unicamente ou em combinações com carbocátions externos, íons carbenos estáveis, radiação UV e gama (γ), reações fotoquímicas e campos elétricos elevados são alternativas de iniciadores que são escolhidos a depender do tipo de monômero e estrutura final desejada.
Ácidos de Brønsted são ácidos próticos que podem ser utilizados como iniciador, porém pouco recomendado devido a necessidade de ter que gerar uma quantidade da espécie protonada elevada sem que gere espécies altamente nucleofílicas no meio.   Mais comuns neste tipo de polimerização é a utilização de ácidos de Lewis (coiniciadores e receptores de elétrons) incluindo haletos metálicos (AlCl2, SnCl4, ZnCl2, TiCl4, FeCl3, FeBr3 e GaCl3) e organometálicos derivados (Et-AlCl2). A presença destes iniciadores normalmente é combinada com água, haletos de hidrogênio (protogênicos) e/ou haletos de alquila, ésteres, éter ou anidridos (catiogênicos).

Formação do complexo

A utilização destes favorece a produção de polímeros de alta massa molar com alto rendimento, sendo a espécie nucleofílica gerada pela reação do ácido de Lewis muito fraca, tornando o centro carbocatiônico ativo sem que reajam entre si.

Inicio da polimerização catiônica

### Natureza dos solventes
O tipo de solvente e sua respectiva quantidade é de suma importância para a polimerização catiônica, a ausência de afinidade com o iniciador tem que ser considerada para inibir a formação de complexos estáveis no meio, favorecendo assim a solvatação e a dissociação dos pares iônicos. É observado a relação da constante dielétrica do solvente e a estabilização do centro ativo, quanto maior a constante dielétrica, melhor será o produto da polimerização. Solventes comuns são: diclorometano, nitrobenzeno e THF

### Propagação da reação polimérica
As propagações neste tipo de polimerização não se dão por meio da junção de dois polímeros já formados, mas sim por meio de sucessivas adições eletrofílicas a cadeia com o carbocátion e seu respectivo contra-íon. A estabilidade do centro ativo para sucesso da propagação normalmente é atingida através de baixas temperaturas (-100ºC a -80ºC).  A carga positiva desestabiliza a ligação dupla do monômero próximo, forma-se uma ligação simples e transfere a carga positiva para a extremidade da cadeia, realizando a reação sucessivamente.

Propagação das cadeias poliméricas

### Terminação da cadeia polimérica
A terminação relaciona-se diretamente com as pontas terminais do polímero formado, definida como “cadeia morta” e pode terminar de três formas distintas, sendo elas:
1ª transferência da carga para outro monômero sem a ligação simples: a cadeia polimérica transfere a carga para o monômero próximo, porém distante o suficiente para que não haja o encadeamento da cadeia em crescimento, favorecendo o crescimento de uma nova cadeia e encerrando-se o crescimento da antiga.

Terminação por transferência de carga.

2º Rearranjo com o contra-íon: A formação de uma ligação dupla na ponta da cadeia, transferindo a carga para o contra-íon.

Rearranjo para reação formando o complexo ativado novamente

3º Terminação forçada: Adição de nucleófilos fortes com a intenção de remover o centro ativo, forçando o encerramento da polimerização.

Solvente reagindo com o centro ativo, se tornando a ponta da cadeia polimérica.

### Demonstração  de mecanismos
O mecanismo de polimerização catiônica ocorre em uma série de etapas que envolvem a formação e crescimento de cadeias poliméricas a partir de monômeros catiônicos. Abaixo, serão descritos as etapas do mecanismo passo a passo:
1. Geração do Cátion Inicial:   A escolha do iniciador é crucial para iniciar o processo de polimerização catiônica. Tipicamente, sais de metais de transição, como cloretos de alumínio ou ácidos de Lewis, são utilizados como iniciadores. Esses compostos doam prótons (H+) para os monômeros, gerando cátions altamente reativos, prontos para iniciar a formação das cadeias poliméricas. A seguir, são apresentados exemplos de reações que ilustram a geração do cátion inicial para diferentes tipos de monômeros catiônicos:

  - Monômero Vinílico com Ácido de Lewis como Iniciador: Descrição: Neste exemplo, um monômero vinílico, como o propeno, reage com um ácido de Lewis, AlCl₃. O ácido de Lewis doa um próton (H⁺) ao monômero, formando o cátion inicial, que está pronto para participar da polimerização.

  - Monômero Oxigenado com Ácido de Bronsted como Iniciador: Descrição: Neste caso, um monômero oxigenado, como o dimetil éter, reage com um ácido de Bronsted, HCl. O ácido doa um próton ao monômero, gerando um cátion inicial carregado positivamente.
  - Monômero Alílico com Ácido de Lewis como Iniciador: Descrição: Neste exemplo, um monômero alílico, como o buteno, reage com um ácido de Lewis, BF₃. O ácido de Lewis doa um próton ao monômero, resultando na formação do cátion inicial  Esses exemplos ilustram como diferentes monômeros reagem com iniciadores específicos, gerando cátions iniciais que são fundamentais para o início do processo de polimerização catiônica. Vale ressaltar que a escolha do iniciador e do monômero pode variar dependendo das propriedades desejadas do polímero final.

2. Adição de Monômero ao Cátion Inicial:  Monômeros catiônicos específicos são escolhidos para a reação, sendo moléculas que possuem grupos funcionais capazes de estabelecer uma ligação covalente com o cátion inicial. Essa adição de monômero ao cátion forma uma nova ligação, resultando na extensão da cadeia polimérica e na geração de um novo sítio reativo.  A fim de ficar mais fácil a compreensão desta etapa, será considerado um exemplo de adição de monômero ao cátion inicial na polimerização catiônica utilizando o estireno como monômero e o ácido sulfúrico como iniciador. A reação seria a seguinte:
  - Reação de Geração do Cátion Inicial: 
  - Adição de Monômero ao Cátion Inicial: Descrição: Neste exemplo, o estireno (C₆H₅-CH=CH₂) reage com o cátion inicial (C₆H₅-CH₂⁺-CH₂) formado na etapa anterior da polimerização catiônica. Durante essa reação de adição, o monômero estireno doa um par de elétrons ao cátion, formando uma nova ligação covalente e estendendo a cadeia polimérica. O resultado é a formação de um novo cátion ativo, pronto para participar de novas reações de adição de monômeros.  Essa adição sucessiva de monômeros ao cátion inicial continua até que a cadeia polimérica atinja o tamanho desejado ou até que ocorra um evento de término da reação. Esse processo ilustra como a cadeia polimérica cresce através da adição de monômeros ao cátion inicial na polimerização catiônica.
3. Crescimento da Cadeia Polimérica:  O processo de adição de monômeros ao cátion se repete de maneira sequencial, levando ao crescimento da cadeia polimérica. A repetição desta etapa resulta na formação de uma cadeia com unidades monoméricas conectadas covalentemente.
4. Término da Reação:  O término da reação pode ocorrer de diversas formas, sendo uma parte crítica para controlar o tamanho e a estrutura das cadeias poliméricas. A adição de agentes terminadores, que reagem com os cátions ativos, pode ser uma estratégia para encerrar o processo de crescimento da cadeia.
5. Tipos de Terminação:  A terminação pode ocorrer por combinação, onde dois cátions reativos se unem para formar uma espécie neutra. Além disso, a reação do cátion com uma espécie neutra também pode resultar na formação de um produto não reativo, encerrando o crescimento da cadeia polimérica.
6. Formação do Polímero Final:  O polímero resultante pode ter uma estrutura linear ou ramificada, dependendo da natureza dos monômeros utilizados. O controle das condições reacionais permite a obtenção de polímeros com propriedades específicas, como alta pureza, peso molecular desejado e distribuição de tamanho de cadeia estreita.
7. Controle do Processo:  O controle preciso das condições reacionais é essencial para a obtenção de polímeros com características desejadas. Parâmetros como temperatura, concentração de reagentes e tipo de solvente podem influenciar significativamente o resultado final, tornando a polimerização catiônica uma técnica altamente versátil e ajustável às necessidades específicas de diferentes aplicações industriais.

### Diferenças e  vantagens da polimerização catiônica em comparação com outros métodos
O processo de polimerização por adição apresenta diferentes mecanismos.  Se a decomposição do iniciador levar à formação de radicais livres, diz-se que o mecanismo de polimerização por crescimento em cadeia é via radical livre. No entanto, se o iniciador se decompuser em íons, o mecanismo é por via iônica, podendo ser aniônico ou catiônico, dependendo do íon responsável pela polimerização. A escolha do mecanismo é determinada pelas características e condições reacionais específicas.  
No processo de polimerização radicalar, a iniciação ocorre pela decomposição térmica ou fotoquímica do iniciador, que pode ser um peróxido orgânico, um hidroperóxido ou um azocomposto. A homólise de uma ligação covalente na molécula do iniciador resulta na formação de radicais livres, espécies químicas reativas e instáveis com elétrons desemparelhados. Adicionalmente, a iniciação em sistemas via radical livre também pode ocorrer por reações de oxirredução. Essa abordagem permite a realização da reação a temperaturas mais baixas, minimizando reações secundárias indesejáveis.  
No caso da polimerização iônica, a iniciação é conduzida através da ruptura heterolítica de uma ligação covalente no iniciador, gerando cátions e ânions. Esses íons atuam como espécies ativas no processo de crescimento em cadeia.  Os sistemas de polimerização via catálise envolvem a combinação de um reagente doador com um reagente aceptor de elétrons. Nesse caso, não há a cisão da espécie ativa, e o complexo catalítico age diretamente sobre o monômero na iniciação.  
Muitos monômeros podem iniciar a polimerização de maneira espontânea quando aquecidos, sem a necessidade de iniciadores. Essa polimerização é frequentemente desencadeada pela homólise térmica de impurezas presentes no monômero. No entanto, a taxa dessa polimerização espontânea é geralmente menor do que a polimerização iniciada via decomposição de um iniciador.  Tabela comparativa polimerização por adição:
|                             | Catiônico              | Aniônico | Radicalar                 | Coordenação                    |
| --------------------------- | ---------------------- | -------- | ------------------------- | ------------------------------ |
| Cadeia                      | Ramificada             | Linear   | Ramificada                | Linear                         |
| Distribuição da Massa Molar | Média                  | Estreita | Ampla/ Larga              | Estreita                       |
| Orientação                  | Com                    | Com      | Sem                       | Com                            |
| Cuidados                    | Meio anidro (sem água) | -        | Atmosfera inerte (sem O2) | Meio anidro e atmosfera inerte |
| Espécie reativa             | Cátion                 | Ânion    | Radical livre             | Complexos                      |
| Estereoespecificidade       | Não                    | Não      | Não                       | Sim                            |

### Vantagens
- Seletividade na Reação: A polimerização catiônica é muitas vezes mais seletiva, permitindo a polimerização de monômeros com ligações duplas específicas. Isso é útil para a síntese de polímeros com estruturas controladas.

- Reações a Baixa Temperatura: Frequentemente é realizada em temperaturas mais baixas em comparação com a polimerização radicalar, o que amplia a utilização para materiais sensíveis ao calor.
- Formação de Polímeros com Elevado Peso Molecular: Pode fornecer polímeros com elevado peso molecular e baixa dispersão de massa molar.
- Menor Sensibilidade à Presença de Oxigênio: é menos sensível à presença de oxigênio em comparação com a polimerização radicalar, o que simplifica as condições de reação.
- Aplicação em Monômeros Aromáticos: Pode ser aplicada eficazmente a monômeros aromáticos, permitindo a síntese de polímeros com propriedades específicas.
- Controle da Arquitetura da Cadeia: permite um controle mais preciso sobre a arquitetura da cadeia, facilitando a obtenção de polímeros com características e funcionalidades específicas.